# 알렉산드롭스크 (페름 변경주)

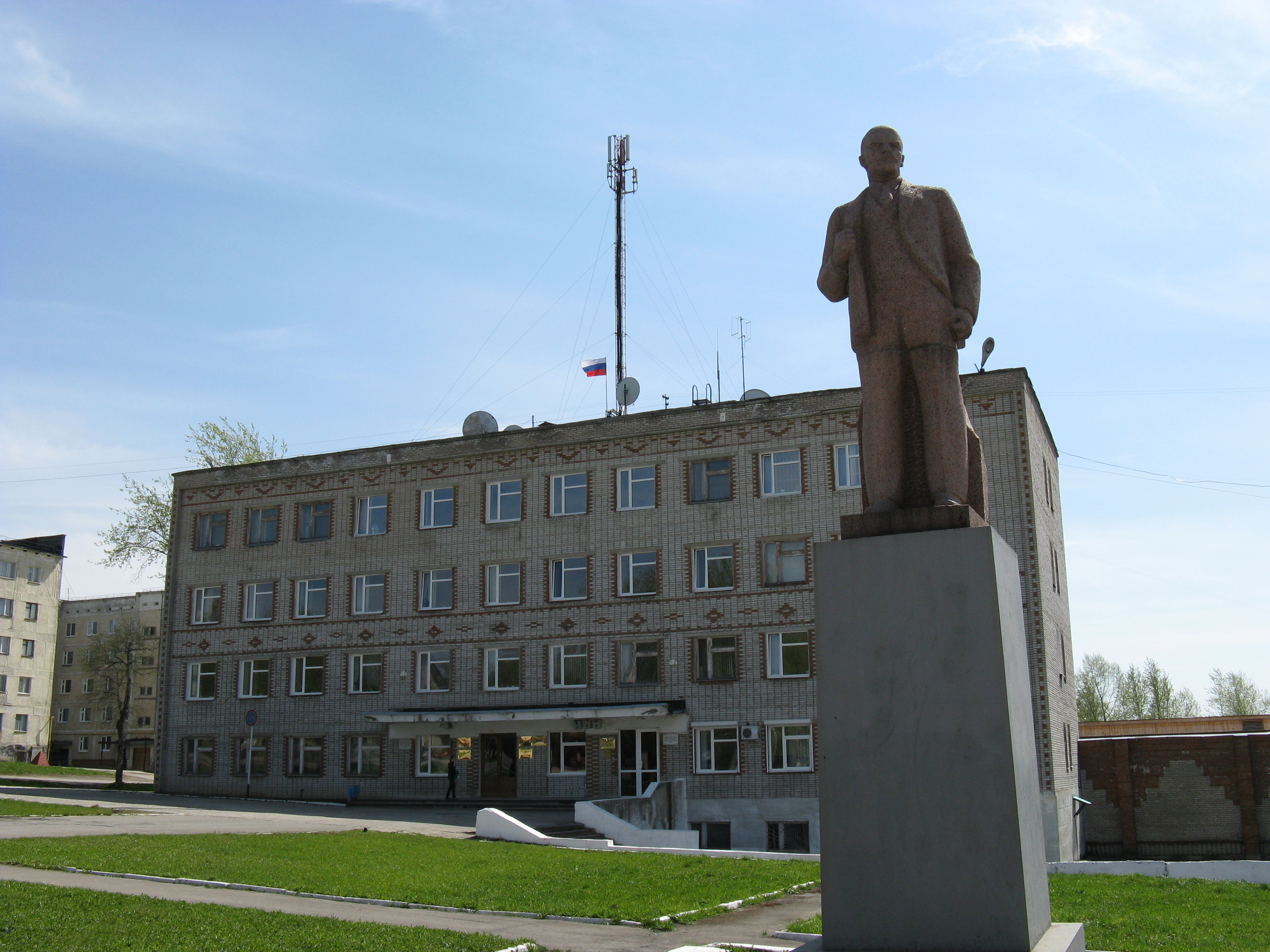

알렉산드롭스크(러시아어: Александровск)는 러시아 페름 변경주에 있는 도시다. 페름에서 북서쪽으로 185km 정도 떨어져 있다. 우랄산맥의 서쪽 부분에 해당되고, 릿바 강(카마 강의 지류)이 흐른다.